# Mahmoudiyeh
O Mahmoudiyeh é o primeiro clube de futebol que foi fundado no Afeganistão, no ano de 1934. Em 1937, a equipe viajou até à Índia britânica onde jogou 18 partidas contra times indianos. Teve uma campanha de 8 vitórias, 1 empate e 9 derrotas.
O clube produziu vários jogadores importantes para o país, dos quais 4 fizeram parte da Seleção Afegã de Futebol para os Jogos Olímpicos de Verão de 1948: Abdul Wahid Aitimadi, Abdul Ahat Kharot, Abdul Ghafoor Assar e Ghani Abdul Assar.